# Catherine Durand (artiste)
Pour les articles homonymes, voir Durand et Catherine Durand.
Catherine Durand, née le 23 septembre 1971 à Montréal, est une auteure-compositrice-interprète québécoise.

## Biographie
Catherine Durand est née le 23 septembre 1971 à Montréal.
C’est en 1994 qu’elle obtient son diplôme en communications à l'Université du Québec à Montréal.
De 1996 à 1998, elle travaille à Musique Plus derrière la caméra.
1998 marque le début de sa carrière musicale. Elle signe avec la multinationale Warner Music Canada et sort son premier album Flou.
En 2001, c’est la sortie de son 2e album simplement intitulé Catherine Durand.
En 2002, la chanson Peu importe remporte le prix du Gala de la SOCAN – Chanson Pop/Rock.
C'est en 2005, avec Diaporama, que Catherine Durand trouve sa voie; un folk intimiste avec des guitares omniprésentes. Suit en 2006 une première nomination au Gala de l'ADISQ dans la catégorie Album folk contemporain de l’année. C’est d’ailleurs à partir de cet album qu’elle commence à s’autoproduire et fonde sa maison de disques KatMusik.
En 2008, sort Cœurs migratoires qui obtient deux nominations au Gala de l'ADISQ 2009 dans les catégories Album de l'année – folk contemporain et Arrangeur de l'année (Catherine Durand et Jocelyn Tellier).
Catherine est également récompensée au Canadian Folk Music Awards dans la catégorie Auteur-compositeur francophone.
En 2010, Catherine Durand reçoit le Prix de l'auteure-compositrice-interprète au Festival Pully Lavaux à l'heure du Québec en Suisse.
En 2012, sort Les Murs blancs du Nord sur lequel Catherine Durand s'entoure de Jocelyn Tellier, Robbie Kuster et François Lafontaine. L’album sera d’ailleurs en nomination au Gala de l'ADISQ dans la catégorie Album de l'année – Folk en 2013.
En 2016, Catherine Durand présente La Pluie entre nous. Un album au son plus moderne avec l’aide du réalisateur Emmanuel Éthier. En 2017, l’album est en nomination au Gala de l'ADISQ dans la catégorie Album de l'année – Adulte contemporain, ainsi qu’en nomination au Prix de musique folk canadienne 2017 dans la catégorie Auteur-compositeur francophone de l'année.
En 2018, sort l’album Vingt, en référence aux 20 ans de carrière de l’artiste. Elle y interprète ses chansons coup de cœur en version intimiste. Ajoutons à cela une composition inédite de Catherine Durand, Le Loup, sur laquelle Alexandre Désilets se joint à elle.
Le 7 octobre 2022, Catherine Durand présente son nouvel album La Maison orpheline. Elle coréalise ce projet avec le compositeur et arrangeur Vincent Legault. 
Le 12 mai 2023 marque la sortie du premier album éponyme de Hauterive, un duo composé de Catherine Durand et Mara Tremblay.

## Hauterive (Mara Tremblay&Catherine Durand (chanteuse))
- Hauterive (2023)

## Collaborations
- 2006 : Artistes variés – Chapeau! Félix (chansons Le train du Nord, L’hymne au printemps, Le loup, Le petit bonheur)
- 2006 : Serge Fiori - Fiori - Un musicien parmi tant d’autres (chanson Pour un instant)
- 2008 : Artistes variés - Let the Good Times Rouler ! (chanson Le train du Nord)
- 2010 : Toutes les filles (chanson Aujourd’hui)
- 2013 : Mario Peluso - Minuit -5 (chanson La neige nue)
- 2015 : C’est mon histoire - Hommage à Renée Martel (chanson Nous on aime la musique country)
- 2015 : Gaële - Ils marchent
- 2018 : Artistes variés – Tam Di Delam (chanson L’hymne au printemps)

## Compositions
- 2004 : Chanson J’irai jusqu’au bout pour Isabelle Boulay (album Tout un jour)
- 2005 : Chansons Nous sommes, Vague de froid, Je promets pour Stéphanie Lapointe (album Sur le fil)
- 2007 : Chanson Sur l’autre rive pour Annie Blanchard (album Sur l’autre rive)
- 2008 : Chanson L’humeur vagabonde pour Renée Martel (album L’héritage)
- 2016 : Chanson Ma route pour Laurence Jalbert (album Ma route)

## Vidéoclips
- La lune est au ciel
- Je m’y fais
- Peu importe
- Encore là
- Aujourd’hui
- Souvenirs de toi
- Mon bateau
- Le temps presse
- Cœurs migratoires
- Sur mon île
- Toit de pierre
- Au fond de tes bois
- Cœurs migratoires (version Vingt)
- Quelque chose de beau
- Sommeil pesant
- Lumières
- Les noeuds

## Prix et distinctions
- 2002 : Prix du Gala de la SOCAN – Chanson Pop/rock pour la chanson Peu importe[1].
- 2006 : Nomination au Gala de l'ADISQ dans la catégorie Album de l'année – folk contemporain pour l'album Diaporama[9].
- 2009 : Nomination au Gala de l'ADISQ dans la catégorie Album de l'année – folk contemporain et Arrangeur de l'année pour l'album Cœurs migratoires[3].
- 2009 :Prix de Musique Folk Canadienne 2009 dans la catégorie Auteur-Compositeur francophone de l'année pour l'album Cœurs migratoires[4].
- 2010 : Prix de l'Auteure-compositrice-interprète au Festival Pully Lavaux à l'heure du Québec en Suisse[4].
- 2013 : Nomination au Gala de l'ADISQ dans la catégorie « Album de l'année – Folk » pour l'album Les Murs blancs du Nord[6].
- 2017 : Nomination au Gala de l'ADISQ dans la catégorie Album de l'année – adulte contemporain pour l'album La pluie entre nous[7].
- 2017 :Nomination au Prix Musique Folk Canadienne dans la catégorie Auteur-Compositeur francophone de l'année pour l'album La pluie entre nous[8].
- 2024 : Nomination au Prix Musique Folk Canadienne dans la catégorie Auteur-Compositeur francophone de l’année pour l’album La maison orpheline[10]